# سیارک ۴۷۶۴
سیارک ۴۷۶۴ (به انگلیسی: 4764 Joneberhart، نامگذاری:1983CC) چهار هزار و هفتصد و شصت و چهارمین سیارک کشف شده‌است که در ۱۱ فوریه ۱۹۸۳ کشف شد.
قدر مطلق سیارک برابر ۱۳٫۶۰ است.